# Film commedia d'azione
La commedia d'azione è un sottogenere cinematografico che mescola elementi di azione e tensione all'umorismo.

## Storia e caratteristiche del genere
Le prime uscite del sottogenere negli anni ottanta del XX secolo erano dovute per la maggior parte al mescolamento di trame poliziesche e commedie, da qui la nascita del "sottogenere del sottogenere": la commedia poliziesca.
Le scene "estreme" solitamente hanno intenti umoristici, e raramente terminano con la morte di uno o più personaggi o un loro grave ferimento.
Sono anche considerate commedie d'azione - per esempio, film come Scemo & + scemo e Big Mama, perché pur essendo presenti molti elementi umoristici, lo sfondo d'azione in essi costituisce delle sottotrame.
A rendere celebre il periodo d'oro della commedia d'azione è stato Eddie Murphy, che già noto all'epoca per le sue interpretazioni umoristiche, con i suoi ruoli iconici in film che hanno segnato il genere.